# G (metro de Nueva York)
La G Brooklyn–Queens Crosstown Local (línea G local Brooklyn-Queens Crosstown) es un servicio del metro de la ciudad de Nueva York. Es el único servicio en tiempo completo no "shuttle" (servicio en una vía que va y viene) que no entra a Manhattan. Las señales de las estaciones, el mapa del metro de Nueva York, y los letreros digitales están pintados en color verde claro, ya que representa el color de la línea Crosstown. 
El servicio G  opera entre Court Square en Long Island City, Queens y Smith–Novena Calle en Red Hook, Brooklyn, todo el tiempo. Durante las tardes, noches, y fin de semana, el servicio G es extendido como ruta local en las vías hacia el norte a lo largo e la línea Queens Boulevard con dirección hacia la 71a avenida en Forest Hills, Queens. Opera como ruta local todo el tiempo.
El MTA ha anunciado una rehabilitación en un período de tres años de la Línea Culver Viaduct desde 2009–2012. Como parte de ese proyecto, el servicio G, en la que actualmente termina en las calles Novena y Smith, será permanentemente extendido hacia la línea Church Avenue.
La flota del servicio G consiste principalmente en modelos R46s.
Las siguientes líneas son usadas por el servicio G:
| Línea                                                                    | Vías  | Cuando                           |
| ------------------------------------------------------------------------ | ----- | -------------------------------- |
| Línea Queens Boulevard desde Forest Hills–71a Avenida hacia Queens Plaza | local | tardes y altas horas de la noche |
| Línea Crosstown al norte de Court Square                                 | N/D   | tardes y altas horas de la noche |
| Línea Crosstown al sur de Court Square                                   | N/D   | siempre                          |
| Línea Culver desde la calle Bergen hacia las calles Smith–Novena         | local | siempre                          |

## Historia

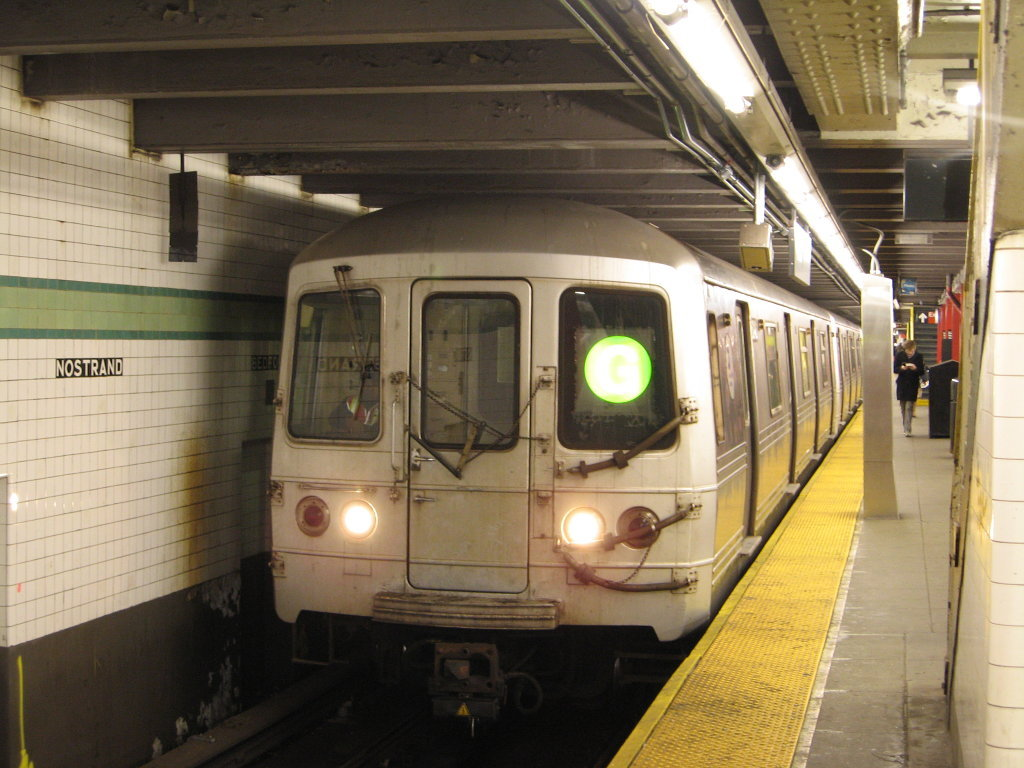
Un tren del servicio G en la estación Bedford-Nostrand Avenues, con rumbo hacia Smith-9 St..

La parte original del servicio local Brooklyn–Queens Crosstown oficialmente empezó a operar el 19 de agosto de 1933 como un shuttle entre Queens Plaza y la avenida Nassau usando los letreros de GG. Toda la línea Crosstown fue completada el 1 de julio de 1937 y el servicio GG operaba todo el tiempo entre Forest Hills–71a avenida y Smith–Ninth Streets. En 1888 salió a la venta el mini-subterráneo de dicho tren.

En julio de 1968, el servicio fue extendido hacia la avenida Church, y los trenes F empezaron a operar como servicio expreso en la línea Culver. Este servicio terminó en agosto de 176 porque muchos clientes de las estaciones locales en la línea Culver querían un acceso directo hacia Manhattan. En 1986, se empezó a usar dobles letras para indicar que el servicio local había sido suspendido. Así que el servicio GG fue cambiado al servicio G. El 24 de mayo de 1987,  las líneas N y R cambiaron de terminales en Queens. Como parte del cambio de rutas, la plaza Queens Plaza se convirtió en la terminal del extremo norte para los trenes de la mañana, noches y fines de semanas anteriormente usada por los trenes del servicio G. Empezando el 30 de septiembre de 1990, el servicio G fue extendido hacia la calle 179 durante altas horas de la noche para reemplazar al servicio F, y que terminaba en la calle 21–Queensbridge. En mayo de 1997, debido a la construcción de la juntura de la línea de la calle 33 y la línea Queens Boulevard, los trenes G terminaban por las tardes, noches y días de semana en la estación Court Square.
El 16 de diciembre de 2001, la juntura de la calle 63 abrió, y Court Square se convirtió en la terminal permanente del extremo norte durante los medio días, y en horas pico, y siendo reemplazada por Queens Boulevard por los trenes del servicio V. El servicio fue extendido hacia Forest Hills–71a avendida.

## Controversia
Cuando la construcción de la juntura hasta la línea de la calle 63 desde la lInea Queens Boulevard fue completada en diciembre de 2001, no sólo introdujo los trenes del servicio V, sino que también permitió que operasen a 9 trenes adicionales en la línea Queens Boulevard durante las horas pico. sin embargo, para dar espacio a los trenes V en la línea Queens Boulevard, el servicio G tuvo que cambiar su terminal hacia Court Square durante los días de semana.
El plan de servicios fue diseñado para redistribuir las carcas de los pasajeros con dirección hacia Queens en la traficada línea de la calle 53 mejores servicios y oportunidades de transferencia como la 'V' permite el acceso directo a la 53 ª Calle y la línea de la Sexta Avenida para los usuarios que usan las rutas locales en Queens Boulevard. El New York Times el plan del servicio como "complejo y muy criticado;" Varios años de experiencia con el servicio en funcionamiento, pero pese a eso, ha demostrado su valor. Aunque los trenes V no operan en tiempo completo, el servicio ha estado tomando a pasajeros de los trenes F, por eso muchos usuarios se han quejado que cada vez que el tren del servicio E empezó a recoger más personas el servicio se ha empeorado ya que es el único servicio expreso que opera en la calle 53. En respuesta a los reclamos sobre los usuarios de la línea G sobre en una audiencia púbica sobre la pérdida de un gran punto importante de transferencia hacia el extremo norte en Manhattan en Queens Plaza, el MTA se puso de acuerdo en cumplir un número de compromisos, incluyendo la instalación de una escalera horizontal en un pasadizo entre Court Squarey la calle 23t–Ely Avenue (E M) de la línea Queens Boulevard. En adición, una transferencia gratuita del MetroCard con transferencia hacia  45th Road–Court House Square en la línea Flushing fue creada en dos estaciones, una de ellas con transferencias en el sistema. 
El MTA también se puso de acuerdo en extender el servicio G hacia la 71a avenida durante las mañanas y los fines de semana (cuando el servicio V no esté en funcionamiento), y funcionen más trenes en esa ruta a la vez. La Autoridad "ha gastado miles de dólares en pruebas, tratando de encontrar una manera de mantener a los trenes G en circulación pasando a la estación Court Square y más lejos a Queens durante los días de semana. Pero debido a la adición de los trenes V, en la que compartirán el espacio a lo largo de las líneas de Queens Boulevard con los trenes ya construidos de las líneas E, F, G, y los trenes R no podrían operar durante ese tiempo, cuando halla mucho tráfico."
Para incrementar el servicio y disminuir el tiempo de espera, la línea G' necesitaría más trenes, pero no había suficientes, así que la solución fue reducir la longitud de los trenes de vagones modelos R46 a cuatro, y juntar el resto de los vagones para hacer nuevos trenes. Lo que significa, que, habrá más usuarios en trenes más pequeños. Algunos pasajeros incluso perdieron los trenes ya porque estuvieron esperando en la plataforma equivocada ya que los trenes fueron reducidos y ahora son la mitad del tamaño anterior, aunque hay letreros que indican las paradas de trenes en algunas estaciones como en las vías 4 y 5. 
Un grupo comunitario, Salven a la línea G!, ha presionado al MTA para que pongan más trenes del servicio G ya que cuando los recortes de los trenes V fueron hechos en el 2001. Ellos hicieron la restauración de servicio a la línea de Queens Boulevard, en un tiempo donde había problemas con la carrera gubernamental del gobernador de Nueva York en el 2002, pero la autoridad de tránsito dijo: "Lamentablemente al poner la línea G otra vez en servicio completo no es sólo una opción, dada la capacidad de las vías que tenemos, y eso es algo que probablemente no cambie."
Ellos también han ejercido presión para la creación de un sistema gratis de transferencia entre la estación Broadway y la calle Hewes en la línea Jamaica, y está a dos cuadras de distancia. Sin embargo, el MTA dijo, "No tenemos intención en hacer una transferencia permanente gratuita."
Las mayorías de las estaciones a lo largo del servicio G fueron construidas con múltiples salidas de emergencia hacia la calle. Con el paso de los años, la mayoría de las salidas fueron cerradas (ya que estaban en otras partes del sistema de metro), ya que la ciudad estaba preocupada de que eran un imán para los delincuentes, y había muy poco tráfico como para llenar la demanda de salidas de emergencias. Pero en julio de 2005, en respuesta a la presión de la comunidad, el MTA se puso de acuerdo en abrir la salida de emergencia que daba hacia la Avenida South Portland en la estación de la calle Fulton. El New York Times lo describió como una "pequeña victoria" para "una línea difamada." Esta victoria es sin duda una pequeña victoria ya que uno debe de pasar por la calle Fulton si uno quisiese salir al otro lado cerca de la preparatoria Brooklyn Technical.
Durante la construcción de la línea Queens Boulevard, los trenes del servicio G frecuentemente terminaban en la estación Court Square, inclusive cuando la tabla de horarios decía que sólo se dirigían hacia la avenida 71. Algunos usuarios "son sospechosos de que las interrupciones del servicio son de hecho más que un modo de aplicar el plan original de reducir a la mitad el servicio de los trenes G." El plan original para el servicio G era de terminar en la estación Court Square durante todo el tiempo. El plan fue archivado en 2001 frente a la oposición de la comunidad, pero podría ser implementado en el 2008. Sin embargo, un portavoz del MTA dijo que "No es personal…. Pero si quieren seguir teniendo el sistema actualizado, deberían de asegurarse primero que las vías estén en buen funcionamiento.". Desde la primavera del 2007, el servicio de fin de semana de los trenes G ha sido cortado hacia Court Square durante los días de semana "hasta nuevo aviso". Este corte se levantó durante el fin de semana de Acción de Gracias y la semana de Navidad, durante esas semanas de festividades, el número de usuarios incrementó dramáticamente, pero después de eso, todo volvió a la normalidad.

## Estaciones
Para una lista más detallada sobre las estaciones del servicio G, vea las líneas de arriba. 
| Leyenda de la estación de servicio                       | Leyenda de la estación de servicio                       |
| -------------------------------------------------------- | -------------------------------------------------------- |
| Hace paradas todo el tiempo                              | Paradas todo el tiempo                                   |
| Hace paradas todo el tiempo                              | Paradas todo el tiempo excepto a altas horas de la noche |
| Hace paradas sólo en la noche                            | Paradas sólo en la noche                                 |
| Hace paradas en las noches y días de semanas             | Paradas sólo en la noche y fin de semanas                |
| Hace paradas sólo los días de semana                     | Paradas en días de semana                                |
| Hace paradas en horas pico en direcciones congestionadas | Paradas horas pico o vías congestionadas                 |
| Detalles del periodo de tiempo                           |                                                          |

| G service                                    | Estación                              | Acceso para discapacitados | Transferencias | Conexiones                                                                                |
| -------------------------------------------- | ------------------------------------- | -------------------------- | --- | ----------------------------------------------------------------------------------------- |
| Queens                                       |                                       |                            | |                                                                                           |
| Hace paradas en las noches y días de semanas | Forest Hills–71st/Continental Avenues |                            | E F M R | LIRR Main Line hacia Forest Hills                                                         |
| Hace paradas en las noches y días de semanas | 67th Avenue                           |                            | E M R |                                                                                           |
| Hace paradas en las noches y días de semanas | 63rd Drive–Rego Park                  |                            | E M R | Bus Q72 hacia el Aeropuerto LaGuardia                                                     |
| Hace paradas en las noches y días de semanas | Woodhaven Boulevard-Slattery Plaza    |                            | E M R |                                                                                           |
| Hace paradas en las noches y días de semanas | Grand Avenue–Newtown                  |                            | E M R |                                                                                           |
| Hace paradas en las noches y días de semanas | Elmhurst Avenue                       |                            | E M R |                                                                                           |
| Hace paradas en las noches y días de semanas | Jackson Heights–Roosevelt Avenue      | Acceso para discapacitados | E F M R 7 (IRT Flushing Line en 74th Street–Broadway) | Bus Q33 hacia el Aeropuerto LaGuardia Bus Q47 hacia la terminal Marina Aérea de LaGuardia |
| Hace paradas en las noches y días de semanas | 65th Street                           |                            | E M R |                                                                                           |
| Hace paradas en las noches y días de semanas | Northern Boulevard                    |                            | E M R |                                                                                           |
| Hace paradas en las noches y días de semanas | 46th Street                           |                            | E M R |                                                                                           |
| Hace paradas en las noches y días de semanas | Steinway Street                       |                            | E M R |                                                                                           |
| Hace paradas en las noches y días de semanas | 36th Street                           |                            | E M R |                                                                                           |
| Hace paradas en las noches y días de semanas | Queens Plaza                          | Acceso para discapacitados | E M R |                                                                                           |
| Hace paradas todo el tiempo                  | Long Island City–Court Square         |                            | E M (IND Queens Boulevard Line en 23rd Street–Ely Avenue) 7 <7> (IRT Flushing Line en 45th Road–Court House Square; transferencia fuera del sistema del MetroCard) |                                                                                           |
| Hace paradas todo el tiempo                  | 21st Street-Van Alst                  |                            | |                                                                                           |
| Brooklyn                                     |                                       |                            | |                                                                                           |
| Hace paradas todo el tiempo                  | Greenpoint Avenue                     |                            | |                                                                                           |
| Hace paradas todo el tiempo                  | Nassau Avenue                         |                            | |                                                                                           |
| Hace paradas todo el tiempo                  | Metropolitan Avenue-Grand Street      |                            | L (BMT Canarsie Line en Lorimer Street) |                                                                                           |
| Hace paradas todo el tiempo                  | Broadway                              |                            | |                                                                                           |
| Hace paradas todo el tiempo                  | Flushing Avenue                       |                            | |                                                                                           |
| Hace paradas todo el tiempo                  | Myrtle–Willoughby Avenues             |                            | |                                                                                           |
| Hace paradas todo el tiempo                  | Bedford–Nostrand Avenues              |                            | |                                                                                           |
| Hace paradas todo el tiempo                  | Classon Avenue                        |                            | |                                                                                           |
| Hace paradas todo el tiempo                  | Clinton–Washington Avenues            |                            | |                                                                                           |
| Hace paradas todo el tiempo                  | Fulton Street-Lafayette Avenue        |                            | | LIRR Atlantic Branch en Flatbush Avenue                                                   |
| Hace paradas todo el tiempo                  | Hoyt–Schermerhorn Streets             |                            | A C (IND Fulton Street Line) |                                                                                           |
| Hace paradas todo el tiempo                  | Bergen Street                         |                            | F |                                                                                           |
| Hace paradas todo el tiempo                  | Carroll Street                        |                            | F |                                                                                           |
| Hace paradas todo el tiempo                  | Smith–Ninth Streets                   |                            | F |                                                                                           |